# Pomahačův vrch
Pomahačův vrch (373 m n. m.) je nevysoký, samostatný vrch s čedičovým základem nacházející se ve Cvikovské pahorkatině v severních Čechách u obce Radvanec.

## Poloha
Kopec je necelý 1 kilometry východně od obce Radvanec 250 m a 2 km severně od koupaliště Sloup v Čechách. Nalézá se na katastru Radvanec 750646.

## Přístup
Kolem celého kopce jsou pastviny soukromých majitelů, z větší části obehnány elektrickými ohradníky. K zarostlému vrcholu bez výhledů vedou neznačené a nezřetelné lesní pěšiny. Vrcholový kámen či triangulační značení zde není. Nejbližší značená trasa KČT je modrá, vede od Sloupu v Čechách přes Radvanec na sever, přes Havraní skály k Cvikovu.

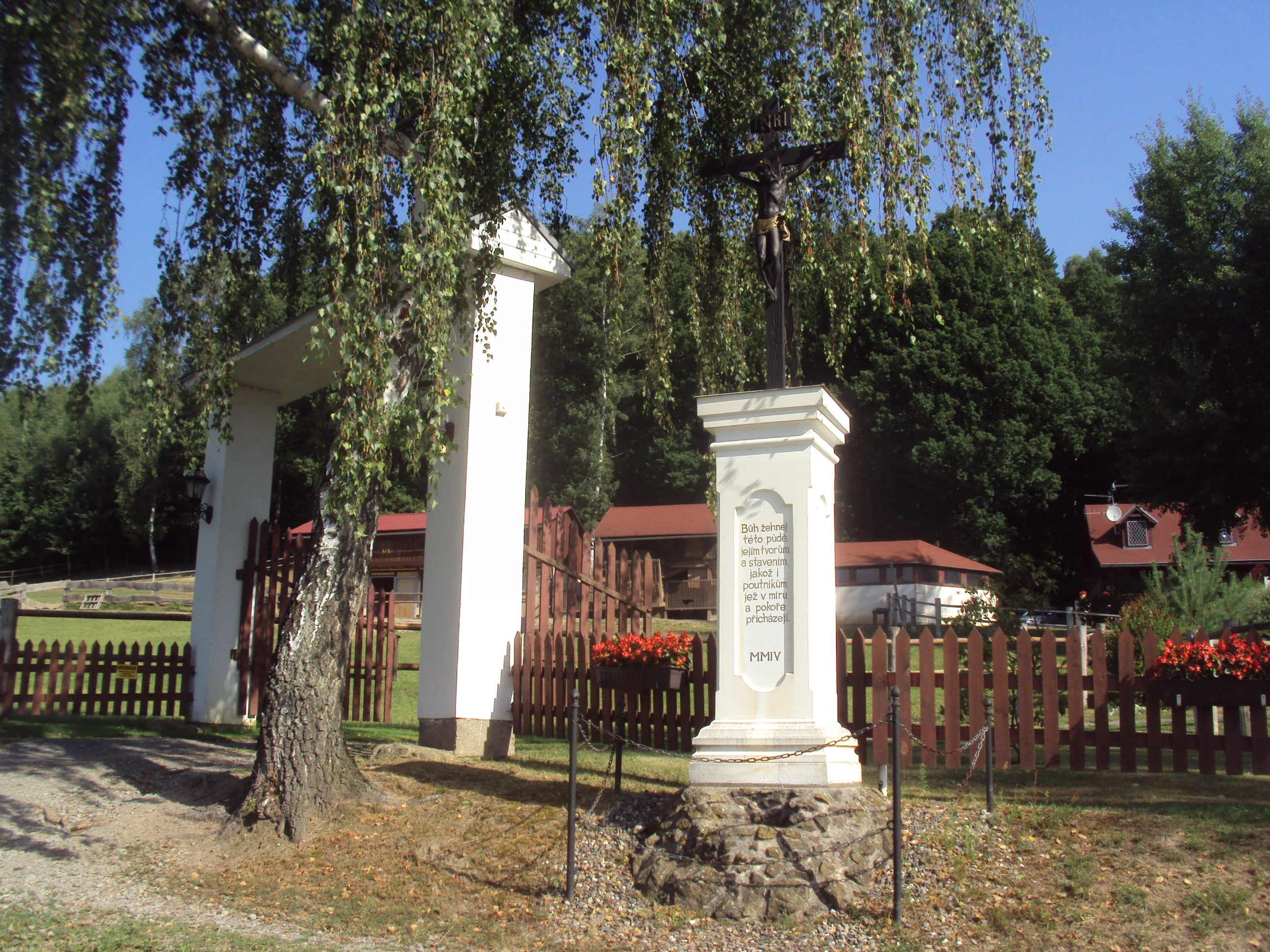
Na patě kopce je křížek a osamocená brána